# Pelagično območje
Pelagično območje obsega vse vode, ki niso v bližini dna ali obale.
Beseda pelagično izhaja iz grščine πέλαγος ali pélagos, kar pomeni 'odprto morje'. Pelagično območje lahko predstavimo kot cilinder z vodo, ki gre od površine morja do skoraj samega dna, kot je prikazano na diagramu. Pogoji se menjajo z globino vode; pritisk se veča, temperatura pada, vse manj je svetlobe. Odvisno od globine, znanstveniki še nadalje delijo steber vode, podobno kot pri Zemeljski atmosferi.
Pelagično območje obsega 1370 milijonov kubičnih kilometrov in ima vertikalni razpon do 11 kilometrov. Ribe, ki živijo v pelagičnem območju imenujemo pelagične ribe. Življenje v pelagičnem območju z globino postaja vse redkejše. Nanj vpliva nivo svetlobe, pritisk, temperatura, slanost, količina kisika in hranljivih snovi, kot tudi podvodna topografija. V globokih vodah pelagično območje včasih imenujejo cona odprtega oceana in je lahko v kontrastu z vodo blizu obale ali na kontinentalni polici. V drugih primerih je obalna voda, ki ni blizu dna vseeno pelagično območje.
Pelagično območje se lahko razlikuje od bentosa in demersalnega območja pri dnu morja. Bentos je ekološki prostor na samem dnu morja. Sem spadajo površina sedimentov in nekaj podpovršinskih slojev. Morski organizmi, ki živijo v tem območju, školjke in raki, se imenujejo živali bentosa. Morsko dno in živali lahko močno vplivajo na bentos. Ribe, ki živijo v demersalnem območju, se delijo na ribe bentosa, ki so gostejše od vode in lahko ostanejo na dnu in na bentopelagične ribe, ki lahko plavajo tik nad dnom.

## Globina in sloji
Odvisno od globine morja, lahko v oceanu obstaja do pet vertikalnih slojev. Od najvišjega do najnižjega so:

### Epipelagično območje
Od površine do okoli 200 m.
Osvetljeno površinsko območje, kjer je dovolj svetlobe za fotosintezo, se imenuje epipelagično območje. Zaradi nje rastline in živali živijo v glavnem v tem območju. Skoraj vsi primarni elementi oceana se nahajajo tukaj. To območje je domena rib kot so tune, mnogi morski psi, mahi-mahi in meduze. To območje imenujemo tudi površinsko območje.

### Mezopelagično območje
Od 200 m do okoli 1000 m.
Čeprav nekaj svetlobe pride do tukaj, te ni dovolj za fotosintezo. Območje je dobilo ime po grški besedi μέσον – 'sredina'. Na okoli 500 m v vodi zmanjkuje kisika. Tu živijo mnoge oblike življenja z učinkovitimi škrgami ali počasnim gibanjem. Tukaj živijo živali kot so mečarica (Xiphias gladius), lignji in nekaj vrst sip in drugih živih bitij. Tukaj živijo tudi mnogi bioluminiscentni organizmi.  Zaradi pomanjkanja hranljivih snovi, se nekatera živa bitja ponoči dvignejo do epipelagičnega območja, da bi se hranila.

### Batipelagično območje
Od 1000 m do okoli 4000 m.
Do te globine je ocean povsem mračen, razen bioluminiscentnih organizmov. Ni rastlin, a večina živali se preživlja z uživanjem humusa (detritusa), ki pada iz višjih območij ali z lovljenjem drugih živali. Na tej globini živijo velikanski lignji (kot tudi manjši lignji in posebne hobotnice Grimpoteuthis), njih pa lovijo kiti glavači. To območje je dobilo ime od grške besede βαθύς (batis) – 'globoko'.

### Abisopelagično območje
Od 4000 m do nad morskim dnom.
Ime izhaja od grške besede ἄβυσσος (abisos), abis, kar pomeni 'bez dna' (v davnih časih so menili da ocean nima dna, od tod nastanek te besede). zelo malo živih bitij je dovolj prilagojeno da preživi pri nizkih temperaturah in izjemnemu pritisku na tej globini. Med vrstami, ki živijo v tem območju so nekatere vrste lignjev, iglokožci in morski členonožci kot je morski pajek. Mnoge vrste so razvile prozornost ali so izgubile oči.

### Hadopelagično območje
Globine v morskih jarkih.
Ime prihaja od grške besede Ἁδης (Haides), Had, kar je v grški mitologiji pomenilo podzemlje. Ta območja so v glavnem neraziskana, tukaj živi samo nekaj vrst. Mnogi organizmi živijo na hidrotermalnih izvirih v tem in drugih območjih. Nekateri znanstveniki menijo, da se to območje nahaja od 6000 m navzdol, bodisi v jarku ali ne.
Batipelagično, abisopelagično in hadopelagično območje so si zelo podobna, zato jih nekateri morski biologi kombinirajo v eno območje ali imajo zadnji dve kot isto. Abisalne ravnice so pokrite z mehkim muljem mrtvih organizmov, ki padajo navzdol.

## Pelagična ekologija

### Pelagične ptice
Pelagične ptice, imenovane tudi oceanske ptice, so tiste, ki živijo nad odprtim oceanom več kot na obali oziroma nad kopnim. Pelagične ptice se hranijo s planktonom, lignji in manjšimi ribami. Med njimi so njorke, pingvini, razne čigre, viharniki, cevonosci kot so albatrosi in burnice.
Izraz morske ptice se nanaša na ptice, ki živijo blizu obale in na odprtem oceanu.

### Pelagične ribe
Pelagične ribe so tiste, ki živijo v stebru vode, tako obalne, oceanske ali jezerske, a ne na dnu morja ali jezera. Razlikujejo se od demersalnih rib, ki živijo blizu dna in od koralnih rib, ki živijo na koralnih grebenih. 
Te ribe so običajno migracijske majhne ribe, ki se hranijo s planktonom, pa tudi večje ribe, ki sledijo in jedo te manjše. Primeri manjših rib so sled, sardela, itd., večje pelagične ribe so tune, morski psi, mečarice, itd..